# Jytte Hansen
Jytte Hansen   (Odense, 25 de juliol de 1932 - 26 de novembre de 2015) fou una nedadora danesa, especialista en braça, que va competir durant les dècades de 1940 i 1950.
El 1948 va prendre part en els Jocs Olímpics d'Estiu de Londres, on fou vuitena en els 200 metres braça del programa de natació. Quatre anys més tard, als Jocs de Hèlsinki, fou cinquena en la mateixa prova. La tercera i darrera participació en uns Jocs fou el 1956, a Melbourne, però en aquesta ocasió quedà eliminada en sèries dels 200 metres braça.
En el seu palmarès destaquen una medalla de plata en els 200 metres braça al Campionat d'Europa de natació de 1954, on fou superada per l'alemanya Ursula Happe, més de vint-i-cinc campionats nòrdics, un gran nombre de campionats danesos i dos campionats hongaresos.
Un cop retirada va exercir d'entrenadora de natació durant 37 anys.